# Colleville
Pour les articles homonymes, voir Colleville (homonymie).
Colleville est une commune française située dans le département de la Seine-Maritime en région Normandie.

## Géographie

### Description

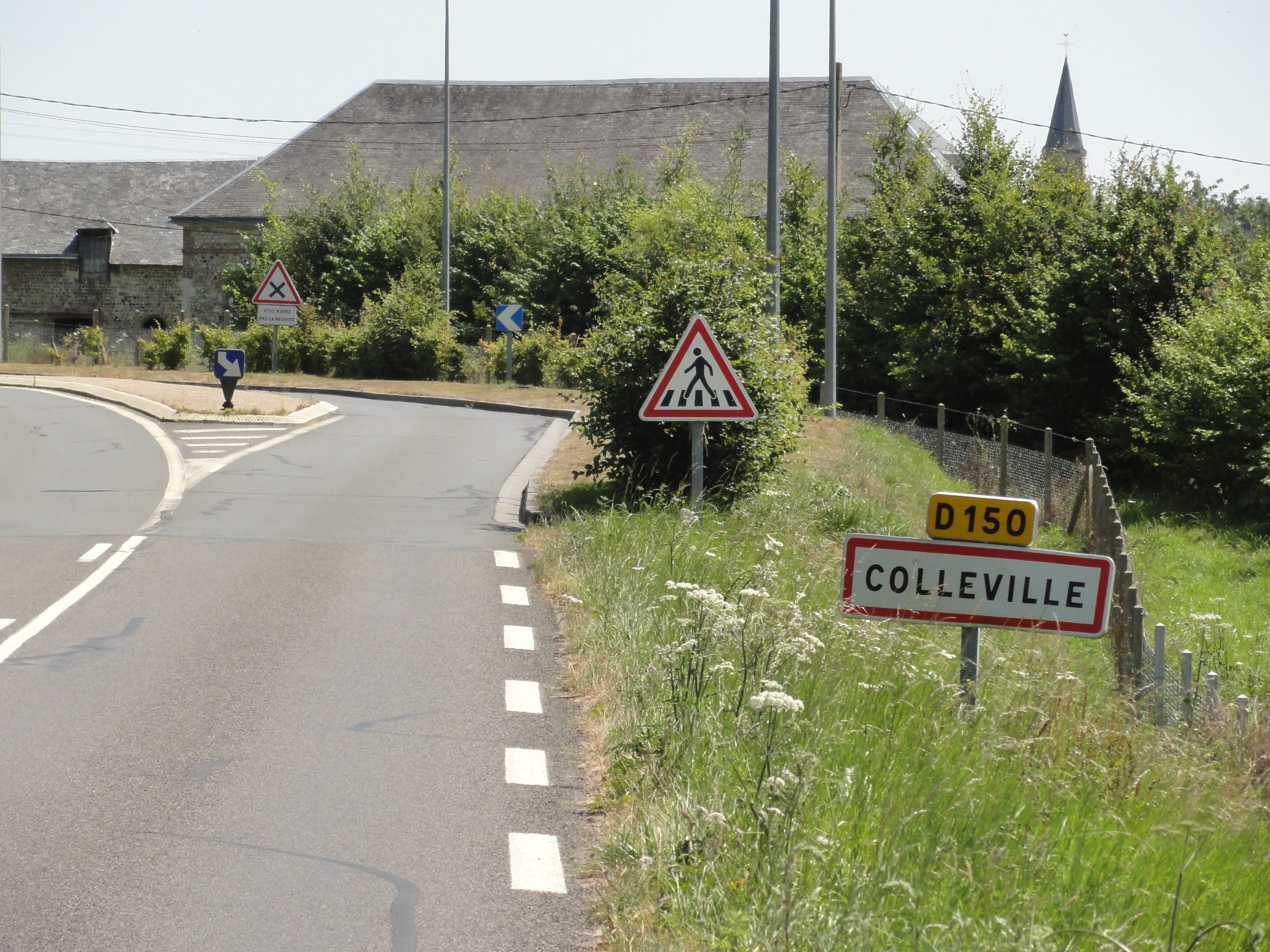
Entrée de Colleville.

Par la route, Colleville est à 6 km de Fécamp et à 70 km de Rouen.

### Communes limitrophes
|           | Sainte-Hélène-Bondeville | Angerville-la-Martel |
| Fécamp    | Colleville               | Valmont              |
| Toussaint |                          | Thiergeville         |

### Hydrographie
La commune est située dans le bassin Seine-Normandie. Elle est drainée par la rivière de Valmont, le cours d'eau 01 de la commune de Colleville et  et un autre petit cours d'eau,.
La rivière de Valmont, d'une longueur de 14 km, prend sa source dans la commune de Valmont et se jette  dans la Manche à Fécamp, après avoir traversé trois communes. Les caractéristiques hydrologiques de la Valmont sont données par la station hydrologique située sur la commune. Le débit moyen mensuel est de 0,839 m3/s. Le débit moyen journalier maximum est de 3,49 m3/s, atteint lors de la crue du 30 avril 2018. Le débit instantané maximal est quant à lui de 5,58 m3/s, atteint le même jour.
Six plans d'eau complètent le réseau hydrographique : le plan d'eau 1 de la commune de Colleville (0,88 ha), le plan d'eau 2 de la commune de Colleville (0,87 ha), le plan d'eau 3 de la commune de Colleville (1,67 ha), le plan d'eau 4 de la commune de Colleville (3,51 ha), le plan d'eau 6 de la commune de Colleville (1,12 ha) et le plan d'eau 7 de la commune de Colleville (3,2 ha),.

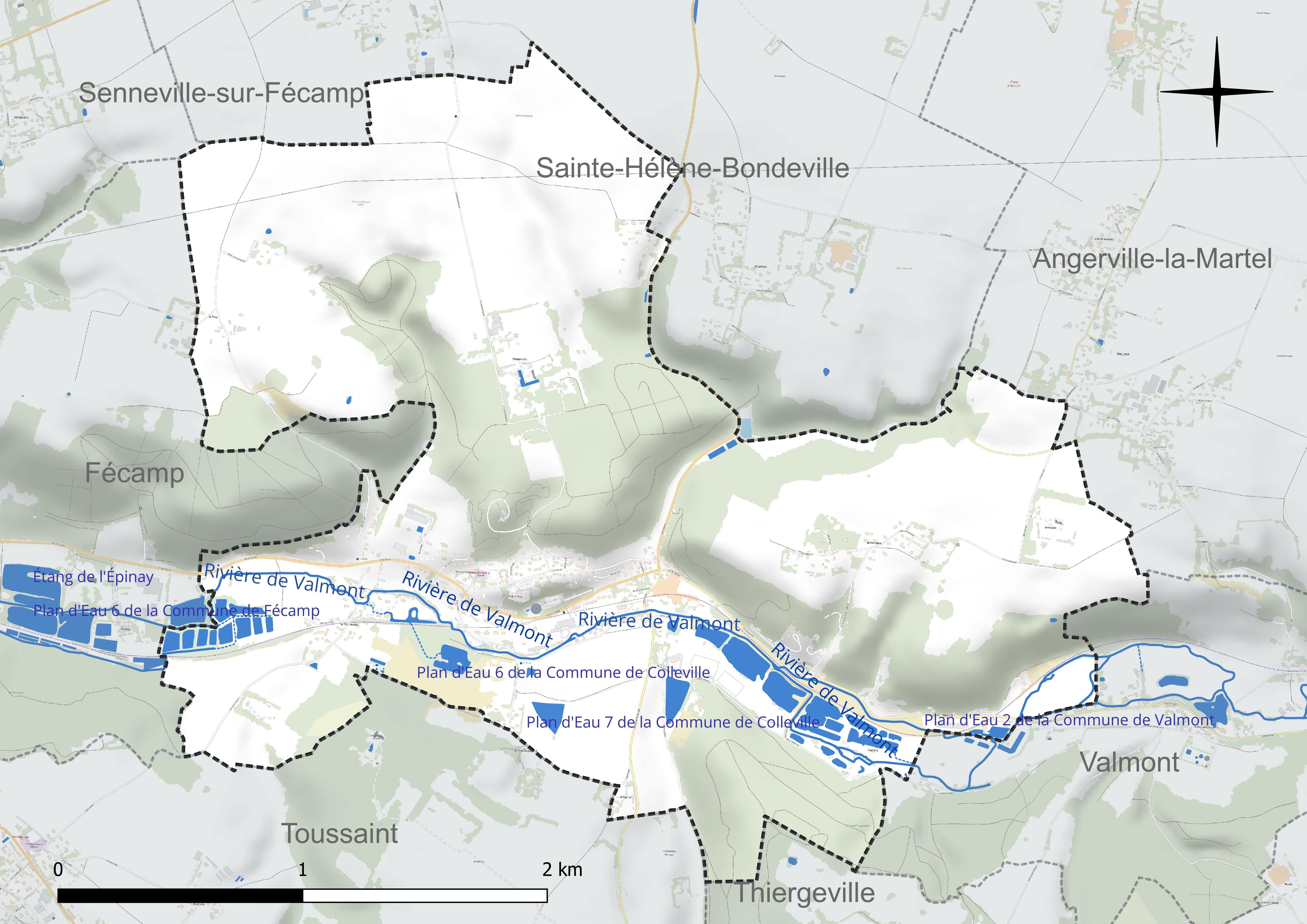
Réseau hydrographique de Colleville.

### Climat
Pour des articles plus généraux, voir Climat de la Normandie et Climat de la Seine-Maritime.
En 2010, le climat de la commune est de type climat océanique franc, selon une étude du CNRS s'appuyant sur une série de données couvrant la période 1971-2000. En 2020, Météo-France publie une typologie des climats de la France métropolitaine dans laquelle la commune est exposée à un climat océanique et est dans la région climatique Côtes de la Manche orientale, caractérisée par un faible ensoleillement (1 550 h/an) ; forte humidité de l’air (plus de 20 h/jour avec humidité relative > 80 % en hiver), vents forts fréquents. Parallèlement le GIEC normand, un groupe régional d’experts sur le climat, différencie quant à lui, dans une étude de 2020, trois grands types de climats pour la région Normandie, nuancés à une échelle plus fine par les facteurs géographiques locaux. La commune est, selon ce zonage, exposée à un « climat maritime », correspondant au Pays de Caux, frais, humide et pluvieux, légèrement plus frais que dans le Cotentin.
Pour la période 1971-2000, la température annuelle moyenne est de 10,7 °C, avec une amplitude thermique annuelle de 13,8 °C. Le cumul annuel moyen de précipitations est de 828 mm, avec 12,6 jours de précipitations en janvier et 8,3 jours en juillet. Pour la période 1991-2020, la température moyenne annuelle observée sur la station météorologique la plus proche, située sur la commune d'Ectot-lès-Baons à 28 km à vol d'oiseau, est de 10,8 °C et le cumul annuel moyen de précipitations est de 905,5 mm,. Pour l'avenir, les paramètres climatiques de la commune estimés pour 2050 selon différents scénarios d’émission de gaz à effet de serre sont consultables sur un site dédié publié par Météo-France en novembre 2022.

## Urbanisme

### Typologie
Au 1er janvier 2024, Colleville est catégorisée commune rurale à habitat dispersé, selon la nouvelle grille communale de densité à sept niveaux définie par l'Insee en 2022.
Elle est située hors unité urbaine. Par ailleurs la commune fait partie de l'aire d'attraction de Fécamp, dont elle est une commune de la couronne,. Cette aire, qui regroupe 26 communes, est catégorisée dans les aires de moins de 50 000 habitants,.

### Occupation des sols
L'occupation des sols de la commune, telle qu'elle ressort de la base de données européenne d’occupation biophysique des sols Corine Land Cover (CLC), est marquée par l'importance des territoires agricoles (64,7 % en 2018), en diminution par rapport à 1990 (65,6 %). La répartition détaillée en 2018 est la suivante : 
terres arables (35 %), prairies (27,2 %), forêts (27,2 %), zones urbanisées (7,3 %), zones agricoles hétérogènes (2,6 %), eaux continentales (0,8 %). L'évolution de l’occupation des sols de la commune et de ses infrastructures peut être observée sur les différentes représentations cartographiques du territoire : la carte de Cassini (XVIIIe siècle), la carte d'état-major (1820-1866) et les cartes ou photos aériennes de l'IGN pour la période actuelle (1950 à aujourd'hui).

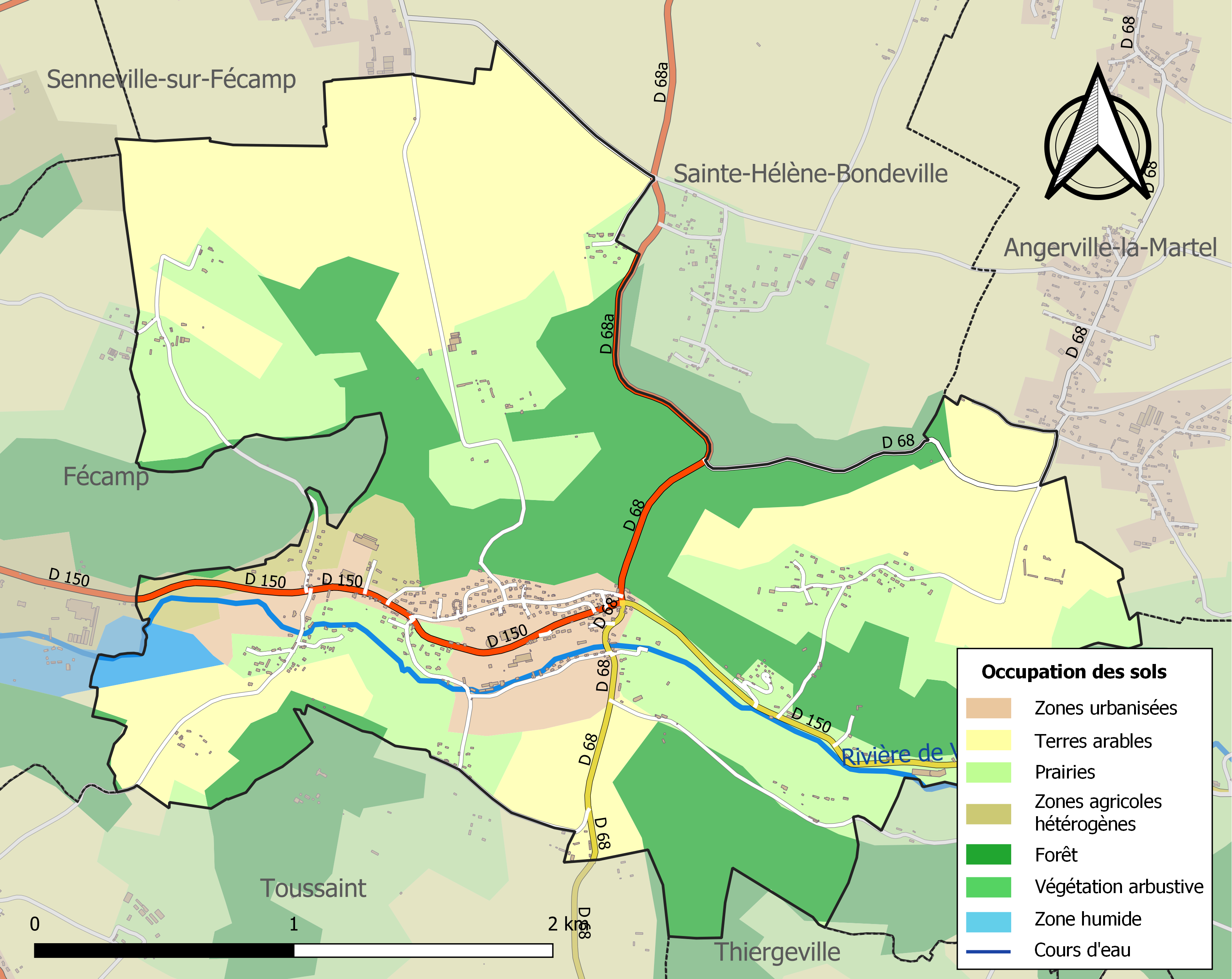
Carte des infrastructures et de l'occupation des sols de la commune en 2018 (CLC).

## Toponymie

### Attestations anciennes
Le nom de la localité est mentionné sous les formes de Colevilla en 1198 ; Colevilla vers 1240 ; Manerium de Colevilla en 1222 ; Collevilla en 1337 ; Coleville en 1319 et en 1431 (Longnon) ; Capella Sanctorum Vulfranni et Egidii in ecclesia de Colleville en 1502 ; Saint Martin de Colleville en 1713 (Archives de Seine-Maritime G 3267, 9492, 9493, 737) ; Seigneurie et Châtellenie de Colleville en 1784 (Archives de Seine-Maritime 7 H) ; Colleville en 1715 (Frémont) et en 1757 (Cassini).

### Étymologie
Voir Colleville-Montgomery

## Histoire
Une villa gallo-romaine, comprenant un hypocauste à canaux rayonnants, et tubuli intra-muraux, poteries d'Arezzo, a été retrouvée entre la Valmont et le CD 150 par le docteur Solignac, un archéologue fécampois, dans les années 1970.

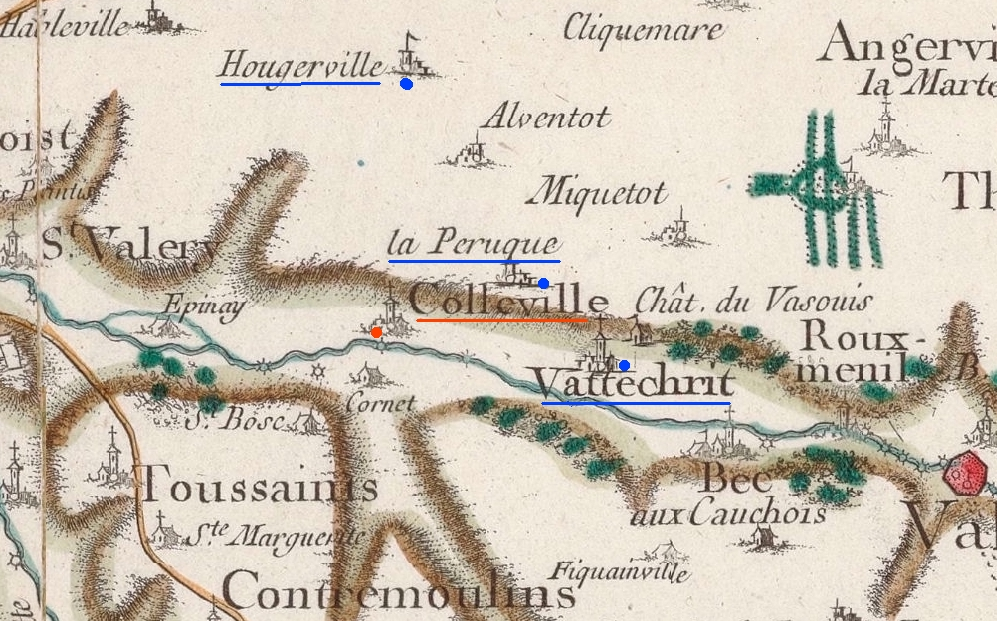
Carte de Cassini du secteur
(vers 1750).

La carte de Cassini ci-contre montre qu'au milieu du XVIIIe siècle, Colleville  est un bourg situé sur la Valmont.
Vattechrit était à cette époque une paroisse indépendante.
Le village a été rattaché à Colleville en 1823.
Les hameaux de Hougerville et de La Peruque existent encore de nos jours.
Quatre moulins  à eau, représentés par une roue dentée sur la carte, fonctionnaient à cette époque sur la Valmont.
Une gare de Colleville - Sainte-Hélène a été mise en service à la fin du XIXe siècle sur la ligne de Dieppe à Fécamp.Son activité a perduré pour les besoins de la sucrerie de Colleville, et l'infrastructure a été depuis transformée en voie verte.

## Politique et administration
| Période                                  | Période                      | Identité       | Étiquette | Qualité                                   |
| ---------------------------------------- | ---------------------------- | -------------- | --------- | ----------------------------------------- |
| Les données manquantes sont à compléter. |                              |                |           |                                           |
| 1922                                     |                              | Pierre Marret  |           |                                           |
| 1971                                     | mai 2020                     | Michel Renault |           |                                           |
| mai 2020,                                | novembre 2020                | Denis Hébert   |           | Cadre bancaire Démissionnaire             |
| novembre 2020                            | En cours (au 8 octobre 2020) | Thierry Duprey |           | Inspecteur salubrité à la ville de Fécamp |

## Population et société

### Démographie
L'évolution du nombre d'habitants est connue à travers les recensements de la population effectués dans la commune depuis 1793. Pour les communes de moins de 10 000 habitants, une enquête de recensement portant sur toute la population est réalisée tous les cinq ans, les populations de référence des années intermédiaires étant quant à elles estimées par interpolation ou extrapolation. Pour la commune, le premier recensement exhaustif entrant dans le cadre du nouveau dispositif a été réalisé en 2004.

En 2022, la commune comptait 766 habitants, en évolution de +1,19 % par rapport à 2016 (Seine-Maritime : +0,35 %, France hors Mayotte : +2,11 %).
| 1793 | 1800 | 1806 | 1821 | 1831 | 1836 | 1841 | 1846 | 1851 |
| ---- | ---- | ---- | ---- | ---- | ---- | ---- | ---- | ---- |
| 300  | 274  | 235  | 267  | 440  | 463  | 413  | 434  | 462  |

| 1856 | 1861 | 1866 | 1872 | 1876 | 1881 | 1886 | 1891 | 1896 |
| ---- | ---- | ---- | ---- | ---- | ---- | ---- | ---- | ---- |
| 474  | 422  | 463  | 486  | 544  | 525  | 522  | 473  | 467  |

| 1901 | 1906 | 1911 | 1921 | 1926 | 1931 | 1936 | 1946 | 1954 |
| ---- | ---- | ---- | ---- | ---- | ---- | ---- | ---- | ---- |
| 409  | 508  | 479  | 462  | 498  | 528  | 501  | 532  | 521  |

| 1962 | 1968 | 1975 | 1982 | 1990 | 1999 | 2004 | 2006 | 2009 |
| ---- | ---- | ---- | ---- | ---- | ---- | ---- | ---- | ---- |
| 488  | 490  | 492  | 594  | 671  | 703  | 699  | 676  | 729  |

| 2014 | 2019 | 2022 | - | - | - | - | - | - |
| ---- | ---- | ---- | - | - | - | - | - | - |
| 762  | 763  | 766  | - | - | - | - | - | - |

### Enseignement

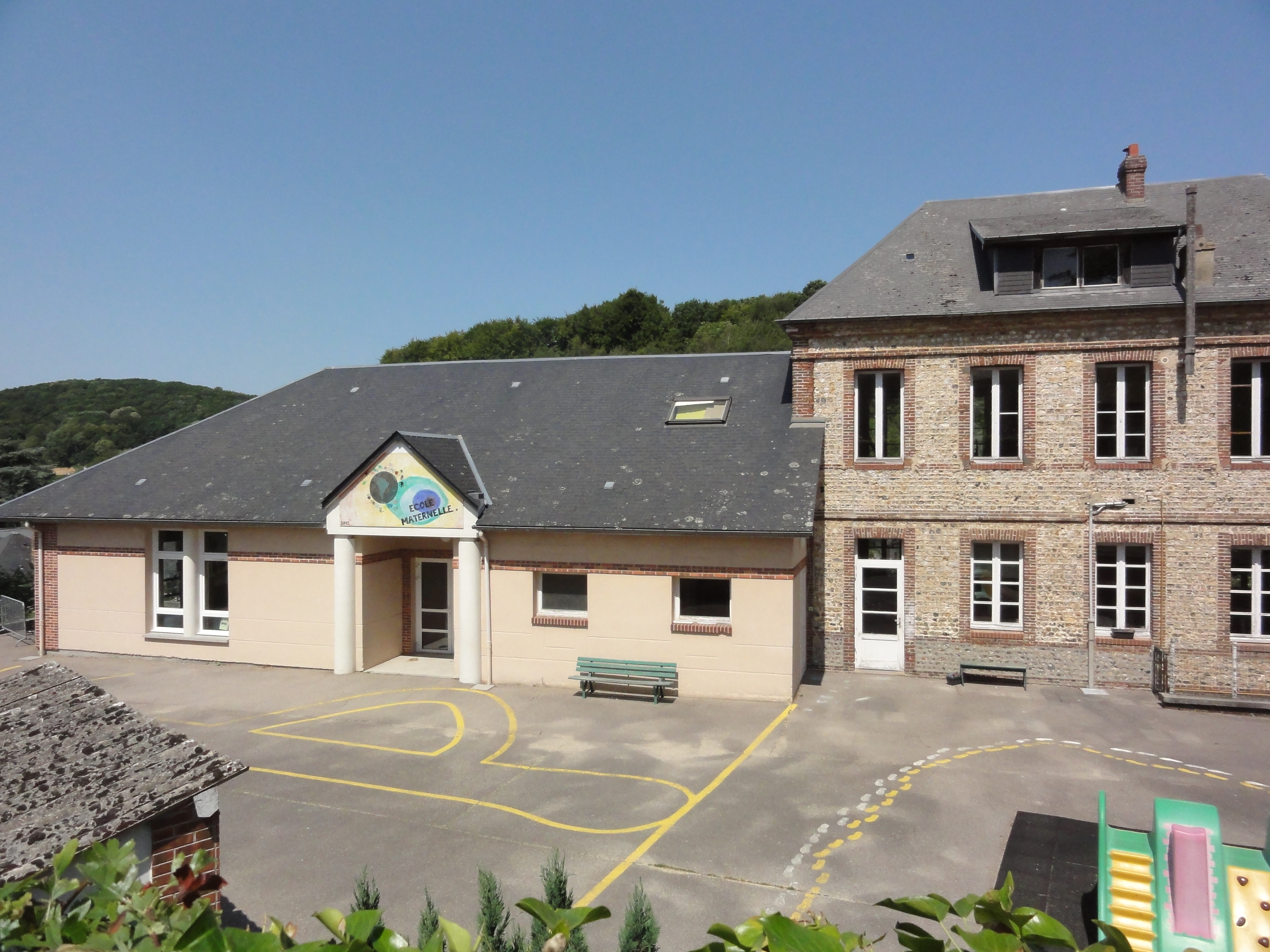
L'école maternelle.

L'école communale de Colleville dispose de deux infrastructures distinctes :
- rue de l'Église : classe maternelle ;
- impasse de l'École : primaire.

En 2019, l'école compte quatre classes et accueille 93 élèves.

### Équipements consacrés à la culture
Abritée dans l'espace culturel Paul-Delahaye, sis au 855, rue de la Sucrerie (carrefour de la mairie), la médiathèque municipale de Colleville est ouverte à tous.
La commune est équipée de trois salles de réunions : Le foyer Kohli, petite salle  destinée à la vie associative locale, la salle de la gare, rénovée depuis peu[C'est-à-dire ?].

### Manifestations culturelles et festivités
Outre la prise en charge du centre aéré, le comité des fêtes est particulièrement actif dans les domaines des loisirs, de la culture et des activités physiques[réf. nécessaire].

## Culture locale et patrimoine

### Lieux et monuments
- L'église Saint-Martin a été construite de 1860 à 1862. L'ancienne église du XIe siècle a été construite dans un vallon près de la rivière où l'on peut encore voir ses fondations.
- Le château d'Hougerville. Il fut construit à la fin du XVIe siècle par Nicolas Le Vanier[31]. Longtemps centre actif protestant, le marquis de Lamberville, sous la Révolution en fit un centre de la chouannerie régionale[31]. Ce dernier le vendit en 1846 à M. Auguste Le Ber[31].
- Le monument aux morts (1922).
- Une sucrerie, qui a fonctionné un siècle environ et a fermé en 2003, et qui est à l'abandon. Elle employait autrefois entre 80 et 130 personnes[32].
- La commune est propriétaire d'une statuette nommée « la vierge d'ivoire » déposée au conservatoire des musées à Caen.
- L'ancienne gare et la véloroute du lin, voie verte.

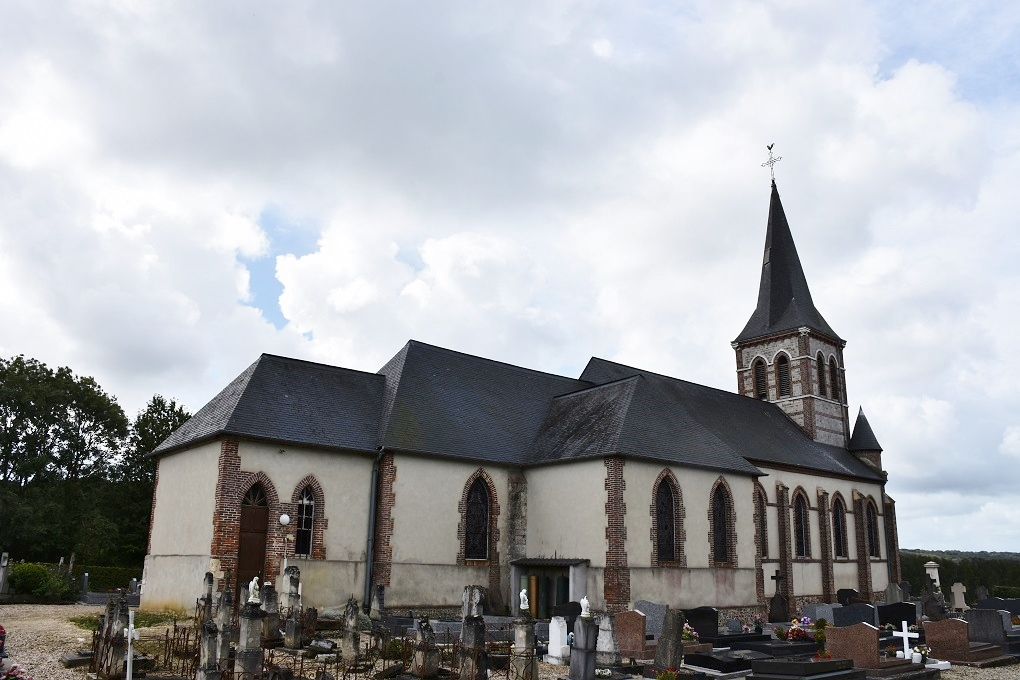
L'église Saint-Martin.
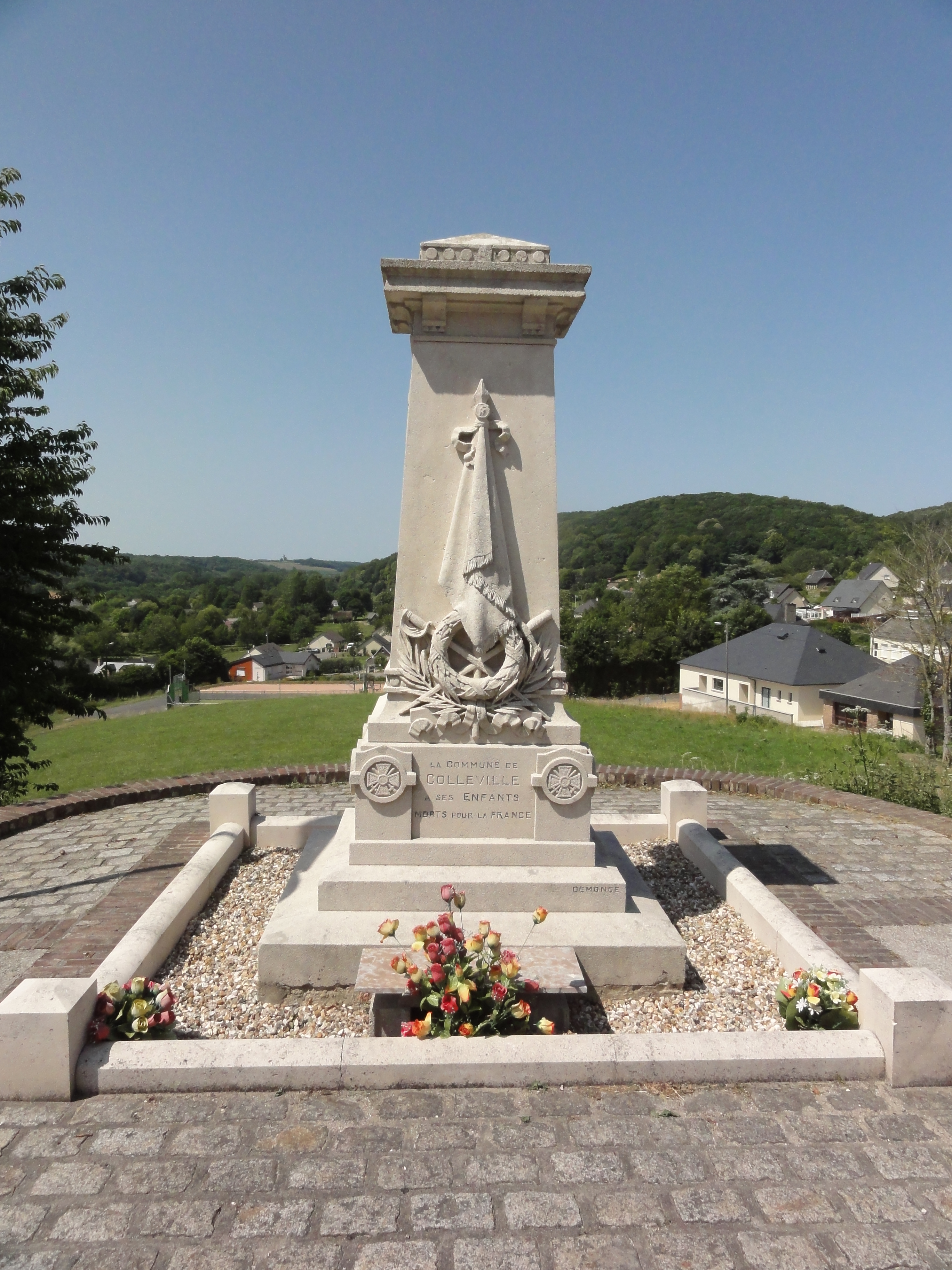
Le monument aux morts.
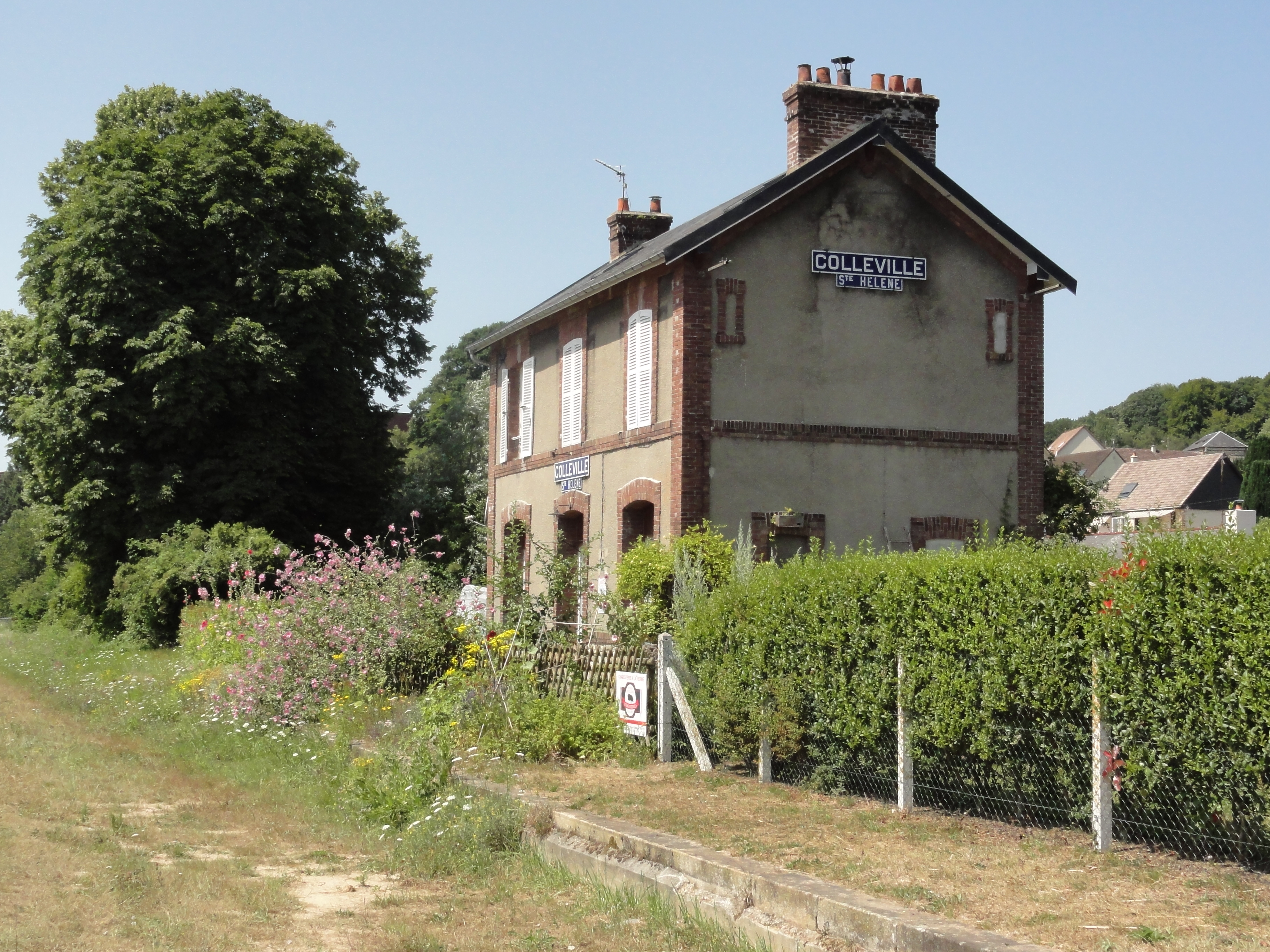
L'ancienne gare.
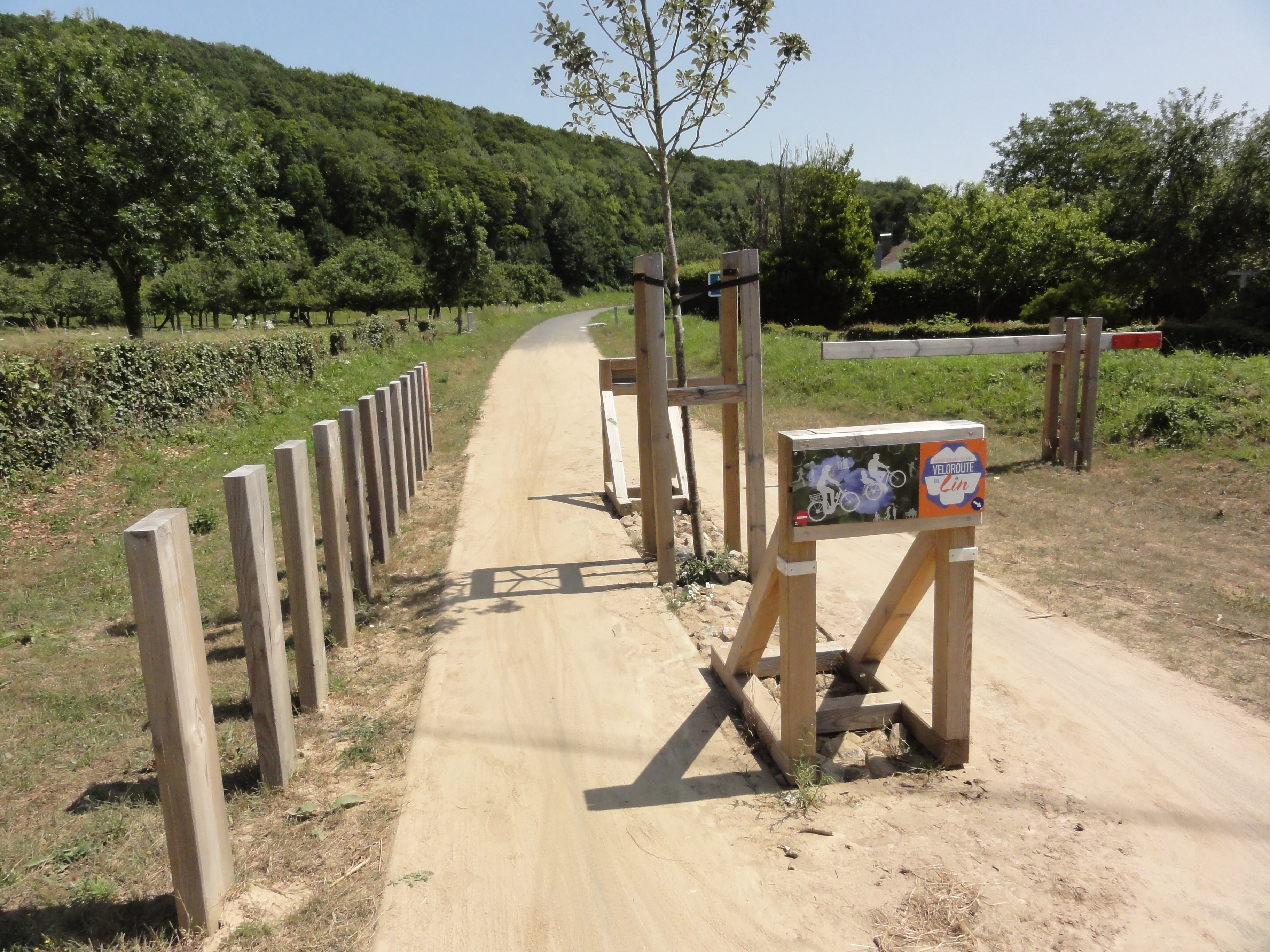
La véloroute du lin.

### Personnalités liées à la commune
- Norbert Sevestre (1879-1946), écrivain, est né à Colleville.

### Héraldique
| Blason de Colleville | Blason  | Coupé : au 1er de gueules aux deux léopards d'or posés en fasce, au 2e de sinople à une représentation du territoire de la commune d'or, à un listel d'argent chargé de l'inscription « COLLEVILLE » en lettres capitales de sable brochant sur la partition. |
| Blason de Colleville | Détails | Les deux léopards d'or sur champ de gueules rappellent les armes de la Normandie. Blason officiel, adopté le 17 décembre 2008 |

### Colleville dans les arts
- Les Sucriers de Colleville, film documentaire d’Ariane Doublet sorti en 2004 - 1 h 30, distribution Quark production[34]. Ce documentaire a été tourné dans l’usine de Colleville avec les ouvriers.